# Episodi di The Stanley Dynamic (seconda stagione)
La seconda stagione della serie televisiva The Stanley Dynamic, composta da 26 episodi, è stata trasmessa da YTV.
In Italia la serie è inedita.
| nº | Titolo originale               | Titolo italiano | Prima TV USA  | Prima TV Italia |
| -- | ------------------------------ | --------------- | ------------- | --------------- |
| 1  | The Stanley Smothered Brothers |                 |               |                 |
| 2  | The Stanley Crush              |                 |               |                 |
| 3  | The Stanley Sabotage           |                 |               |                 |
| 4  | The Stanley Spy                |                 |               |                 |
| 5  | The Stanley Swap               |                 |               |                 |
| 6  | The Stanley Halloween          |                 |               |                 |
| 7  | The Stanley Dancer             |                 |               |                 |
| 8  | The Stanley BFF                |                 |               |                 |
| 9  | The Stanley Infestation        |                 |               |                 |
| 10 | The Stanley Cruise             |                 |               |                 |
| 11 | The Stanley Start-Up           |                 |               |                 |
| 12 | The Stanley Dog                |                 |               |                 |
| 13 | The Stanley Birthday           |                 |               |                 |
| 14 | The Stanley Tournament         |                 |               |                 |
| 15 | The Stanley Luau               |                 |               |                 |
| 16 | The Stanley Astronaut          |                 |               |                 |
| 17 | The Stanley Crown              |                 |               |                 |
| 18 | The Stanley Drama              |                 |               |                 |
| 19 | The Stanley Cowboy             |                 |               |                 |
| 20 | The Stanley Mascot             |                 |               |                 |
| 21 | The Stanley Cheer              |                 |               |                 |
| 22 | The Stanley Detention          |                 |               |                 |
| 23 | The Stanley Monster            |                 |               |                 |
| 24 | The Stanley Manager            |                 |               |                 |
| 25 | The Stanley Grown-Up           |                 |               |                 |
| 26 | The Stanley Band               |                 | 7 aprile 2017 |                 |